# Los Mezcales
Los Mezcales är en ort i Mexiko.   Den ligger i kommunen Siltepec och delstaten Chiapas, i den sydöstra delen av landet, 800 km sydost om huvudstaden Mexico City. Los Mezcales ligger 1 440 meter över havet och antalet invånare är 274.
Terrängen runt Los Mezcales är varierad. Runt Los Mezcales är det ganska tätbefolkat, med 78 invånare per kvadratkilometer. Närmaste större samhälle är El Porvenir de Velasco Suárez, 13,5 km söder om Los Mezcales. Omgivningarna runt Los Mezcales är en mosaik av jordbruksmark och naturlig växtlighet.